# Stigmella paramica
Stigmella paramica (лат.) — вид молей-малюток рода Stigmella (Nepticulinae) из семейства Nepticulidae.

## Распространение
Южная Америка: Эквадор, влажные высокогорные луга и кустарники,  Анды (3800 м). 

## Описание
Один из самых мелких представителей всего отряда бабочек. Длина передних крыльев самцов 2,1—2,2 мм, размах — 4,8—5,0 мм. Цвет серовато-коричневый. Усики из 32—34 члеников. Гусеницы (желтовато-зелёного цвета) в январе минируют листья растений рода Pentacalia (Asteraceae). 

## Этимология
Название S. paramica дано по экологии местообитания (páramo).